# Cratere Fin
Fin è un cratere sulla superficie di Umbriel.